# Hollywood Heights
Hollywood Heights (conocida como Alcanzar una estrella o Un sueño en Hollywood en Hispanoamérica) es una serie de televisión de Estados Unidos, de género de drama que se estrenó el 18 de junio de 2012 en Estados Unidos. Es una adaptación de la telenovela mexicana de Televisa, Alcanzar una estrella de Jesús Calzada en 1990. La serie sigue la vida de una adolescente cuya vida cambia drásticamente cuando se convierte en una estrella y se gana el amor de su ídolo de rock and roll, y ambos se ponen a prueba por los contratiempos, el desamor y el engaño. La primera temporada de la serie de 80 episodios se emite entre semana (de lunes a viernes) a las 9:00pm (este) en Estados Unidos hasta octubre de 2012. Los productores ejecutivos del espectáculo son Jill Farren-Phelps y Abed Hisham, y el jefe de guionistas y coproductor ejecutivo es Josh Griffith. Desde 13 de agosto la serie se emitirá por el canal TeenNick. En Latinoamérica la serie se estrenó el 27 de enero de 2014 por MTV Latinoamérica, bajo el nombre de Alcanzar una estrella.

## Sinopsis
Hollywood Heights se centra en Loren Tate (Brittany Underwood), una adolescente tímida cuyas aspiraciones musicales a la realidad son cuando gana un concurso de composición de canciones patrocinado por Eddie Durán (Cody Longo), una estrella de rock. A pesar de Loren y Eddie, se enfrentan a bastantes obstáculos, no pueden por sus fuertes lazos familiares que les impide a seguir adelante. Loren se encuentra en el sistema de apoyo que necesita en su madre soltera, Nora (Jama Williamson), como Nora vuelve a la escena de citas por primera vez en muchos años. Mientras tanto, inseparable relación de Eddie con su padre, Max (Carlos Ponce) - reforzado por la tragedia de la familia - es cuestionada por el incipiente romance de Eddie con una hermosa modelo, Chloe Carter (Melissa Ordway). Como Loren comienza un ascenso meteórico en la escena musical y estrella de Eddie comienza a desvanecerse, así como se enteran de que el camino hacia el amor y el estrellato a menudo lleva una etiqueta de precio muy alto.

## Reparto y personajes

### Personajes principales
- Eddie Duran (Cody Longo) es una superestrella musical de 21 años de edad, que a menudo se ve atrapado entre la música y los negocios.
- Loren Tate (Brittany Underwood) tiene 18 años de edad, es estudiante y sus dos mejores amigos son Melisa y Adam.
- Chloe Carter (Melissa Ordway) es una modelo magnífica, que también pasa a ser la novia de Eddie Durán.
- Tyler Rorke (Justin Wilczynski) su actitud es muy indecente y él lo sabe.
- Melissa Sanders (Ashley Holliday) es una de las mejores amigas de Loren sin miedo a nada.
- Nora Tate (Jama Williamson) es la mamá y fan número 1 de Loren
- Max Duran (Carlos Ponce) es el padre roquero de Eddie que lucha por salir adelante después de la muerte trágica de su esposa.
- Adam (Nick Krause) es uno de los mejores amigos de Loren. Es roquero.
- Jake Madsen (Brandon Bell) Es el managger de Eddie.
- Traci Madsen (Shannon Kane) es una diseñadora de éxito gráfico y esposa de Jake.
- Don Masters (Grayson McCouch) es un buen mozo, un cirujano de éxito, que también pasa a ser el padre de la némesis de la escuela secundaria de Loren, Adriana. Él es dueño de la clínica privada donde Nora y Ellie trabajar juntos. A menudo se desdibuja la línea cuando el negocio se mezcla con el placer.
- Adriana Masters (Hunter King) Es la chica popular y la mala del colegio.
- Phil Sanders (Robert Adamson) no tiene ningún problema por romper las reglas para hacer las cosas a su manera. Es hermano de Melissa.
- Kelly (Yara Martinez) viaja desde Nueva York a visitar a Traci, pero se desarrolla un interés en el negocio de la música cuando ella llega. Resulta que su corta estadía puede ser un poco más de lo previsto.
- Gus Sanders (Brian Letscher) es el jefe de la familia Sanders. Como el padre de Melissa y Phil, que tiene sus manos llenas tratando de mantener la paz entre todos, al mismo tiempo que se aferran a un secreto que podría afectar su vida familiar ya tensa.
- Lisa Sanders (Meredith Salenger) Es la esposa de Gus y madre de Melissa y Phil.

### Personajes recurrentes
- Colorado (Rick Otto) es un chico de clase trabajadora que está al acecho en el lado equivocado de la ley.
- Ellie (Merrin Dungey) es el colega de Nora en la clínica donde ella trabaja.
- Lily Park (Tina Huang) es un reportero de la televisión de entretenimiento agresivo que trabaja duro para cultivar amistades y conexiones de Hollywood, a menudo caminando por una delgada línea entre lo personal y profesional.

## Episodios
| Episodios | Emisión en Estados Unidos | Emisión en Estados Unidos |
| Episodios | Comienzo                  | Final                     |
| --------- | ------------------------- | ------------------------- |
| 80        | 18 de junio de 2012       | 5 de octubre de 2012      |